# Chiesa dei Santi Gervasio e Protasio (Sondrio)
La chiesa insigne collegiata arcipretale plebana dei santi Gervasio e Protasio è il principale luogo di culto della città di Sondrio. Tra le più antiche della Valtellina, fu a capo di una vasta pieve e già nel XII secolo vantava il titolo collegiata.

## Storia

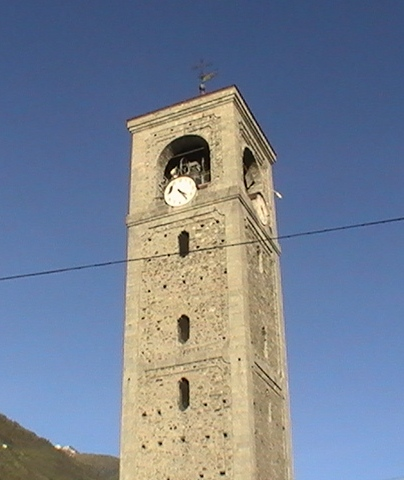
La Torre Ligariana

Venne più volte rimaneggiata e ampliata finché nel XVIII secolo fu abbattuta per ricostruirne una molto vasta su disegno di Pietro Ligari. I primi lavori ebbero luogo dopo il 1727 e già nel 1733 il Ligari presentava i disegni dei sei altari laterali la cui esecuzione venne affidata a Carlo Gerolamo Buzzi in due riprese nel 1733 e nel 1737.
Secondo il suo ideatore la chiesa avrebbe dovuto avere due grandi transetti e il coro si sarebbe dovuto costruire dove ancor oggi sorge la casa arcipretale. La volontà di far sorgere contemporaneamente la torre campanaria e soprattutto la carenza di fondi a causa delle ingenti spese sopportate dalla popolazione in seguito alle numerose inondazioni del Mallero, non permisero l'attuazione del grandioso progetto ligariano.
Alla fine del Settecento era sorta la sola navata, che l'architetto di Lugano Pietro Taglioretti nel 1797 chiuse con un'abside in stile neoclassico. Solo nel 1838 invece fu eretta, su progetto dell'ingegnere sondriese Giuseppe Sertoli, la facciata anch'essa in stile neoclassico.

## Descrizione

### Esterno
Esternamente, la Collegiata si presenta con una facciata in stile neoclassico, dotata di timpano e aperta da finestra termale. Ai lati del portale in pietra, tre lesene ioniche per lato sostengono un elemento trasversale anch'esso in pietra. Sopra al portale, una lunetta dominata da un'iscrizione che riporta la dedicazione della chiesa.

### Interno
Internamente, la Collegiata si presenta come un edificio con pianta a croce latina, dotato di navata unica con transetto in testa e, alle spalle di questo un'abside semicircolare.
La navata, ripartita in tre campate scandite da pilastri con lesene, è coperta da una volta a botte completamente affrescata. Nel culmine della prima campata è raffigurato lo Spirito Santo, sotto forma di colomba. In cima alla campata di mezzo, l'Assunzione di Maria. Nella volta della terza campata è invece affrescata l'Ostia eucaristica, racchiusa in un ostensorio.
Sulla navata si affacciano tre cappelle per lato, sormontate da matronei anch'essi affrescati. 
Sul lato sinistro si trovano, partendo dalla controfacciata dominata da un imponente organo: la Cappella della Crocifissione, con un gruppo scultoreo rappresentante Maria e Giovanni ai piedi di Gesù Crocifisso; una grande tela raffigurante San Carlo Borromeo durante una consacrazione eucaristica; la Cappella del Transito di San Giuseppe, con relativo dipinto; un grande pulpito ligneo; la Cappella della Madonna e, ai piedi del presbiterio, un quadro raffigurante l'Adorazione del Santissimo Sacramento.
Sul lato destro, si trovano, nell'ordine: la Cappella di Sant'Antonio da Padova (in faccia alla quella della Crocifissione), con relativa statua; una grande tela raffigurante una coppia di Santi in adorazione della Madonna col Bimbo; la Cappella del Battesimo di Gesù, con relativa pala affrescata; un quadro raffigurante il Transito di San Giuseppe (in faccia al pulpito); la Cappella del Sacro Cuore.
All'incrocio tra navata e transetto si trova il presbiterio, dominato da un altare maggiore a tempietto in stile neoclassico.
L'area presbiterale è delimitata lateralmente da due imponenti colonne ioniche per lato, affiancate da pareti laterali con nicchie. Sul lato sinistro, la nicchia più prossima alla Cappella della Madonna ospita la statua di San Gervasio, opera che sovrasta una tela raffigurante una scena di Adorazione di Maria e del Bimbo. In faccia a questa tela è collocato un altro quadro, raffigurante una Presentazione al Tempio, opera situata sotto alla nicchia ospitante la statua di San Protasio. Ai lati dell'altare, altre due nicchie ospitano le statue di San Pietro (lato sinistro) e di Sant'Andrea (lato destro).
Nella zona absidale, un coro ligneo. Al centro dell'abside, dominato da un Crocifisso ligneo, una vetrata raffigura il Beato Nicolò Rusca.
Nel transetto, grandi tele raffiguranti Santi Martiri dominano gli accessi alle sacrestie.